# 空白とカタルシス
「空白とカタルシス」（くうはくとカタルシス、英: Emptiness and Catharsis）は、トゲナシトゲアリの9枚目のシングル。2024年6月15日に表題曲が、6月29日にカップリング曲「運命の華」が先行配信され、7月10日にマキシシングルが発売された。

## 概要
表題曲「空白とカタルシス」はメンバーが声優としても参加しているテレビアニメ『ガールズバンドクライ』の第11話にて、劇中のトゲナシトゲアリがBAYCAMPで披露した楽曲として使用された。劇中の設定では理名が演じる主人公・井芹仁菜が、自身の過去と「自分は間違っていない」という信念を込めて初めて作詞した楽曲となっており、このことから理名は非常に思い入れがある楽曲だと語っている。また曲調についても「"各楽器の魅力がたくさんある楽曲"というところも含めて、この曲が大好きです」と語っている。一方で夕莉は、自身の苦手なタッピングやチョーキングが多用されていることから、非常に苦労したと語っている。
カップリング曲「運命の華」（うんめいのはな、英: I'm here）は『ガールズバンドクライ』第13話にて、劇中のトゲナシトゲアリがCLUB CITTA'で開催した、ライバルバンド・ダイヤモンドダストとの対バンで披露した曲として使用された。劇中の設定では事務所に所属後初の楽曲であるものの、ファンからの反応は芳しくなかった楽曲であり、理名は「明るいけど泣ける曲」と語っている。楽曲の最後の理名のロングトーンは、レコーディング中に急遽収録した、少しぶれたテイクが収録されている。

## リリース
「空白とカタルシス」は2024年6月15日、テレビアニメ『ガールズバンドクライ』第11話放送直後に、「運命の華」は6月29日、『ガールズバンドクライ』第13話放送直後にそれぞれ各種音楽配信サービスにて配信された。7月10日には本作のCDシングルが、『ガールズバンドクライ』の劇中バンド・ダイヤモンドダストのシングル『Cycle Of Sorrow』と同時発売された。
また、両楽曲の『ガールズバンドクライ』の劇中で使用されたバージョンが、2024年9月11日に発売された同作のサウンドトラック「TVアニメ『ガールズバンドクライ』オリジナルサウンドトラック」に収録された。

## 評価

### 空白とカタルシス（評価）
ライターのナカニシキュウは音楽ナタリーに寄せた『棘ナシ』のレビュー記事にて、「非常にトゲトゲらしいシリアスでアグレッシブなマイナーチューンとなっており、あくまでポップソングであることを徹底した親しみやすい歌メロと、これでもかとばかりに攻めたアレンジが共存する。ラウドロックばりに歪んだベースと歌で始まるイントロ、ハードロック調のブリッジパート、ジミ・ヘンドリックスやマイケル・シェンカーを彷彿とさせるようなワウギターソロ、イングヴェイ・マルムスティーンかと言いたくなるような耽美的な速弾きパートなど、とにかく聴きどころ満載だ。」と語っている。

### 運命の華（評価）
ライターのナカニシキュウは「バンド初となる明確なメジャーキーのポップロックで、いわゆるカノン進行をベースにしたオーセンティックなハーモニー構造が、既存曲とはハッキリと趣の異なる味わいを生み出している。だが、そこにいつも通りかそれ以上に性急で切実な味わいのボーカルを乗せることによって、“ただの明るい曲”では終わらせていないあたりが実に彼女たちらしい。特にラストで聴ける破れかぶれなフェイクボーカルは一聴の価値ありだ。」と評している

## 収録曲
| #         | タイトル                                          | 作詞                   | 作曲      | 編曲               | 時間  |
| --------- | ------------------------------------------------- | ---------------------- | --------- | ------------------ | ----- |
| 1.        | 「空白とカタルシス」                              | 永澤和真、Misty mint   | 永澤和真  | 玉井健二、石田留衣 | 3:12  |
| 2.        | 「運命の華」                                      | カイザー恵理菜         | 永澤和真  | 玉井健二、永澤和真 | 3:18  |
| 3.        | 「名もなき何もかも」(Live at clubrockhearts edit) | 飛内将大、タカノシンヤ | 飛内将大  | 玉井健二           | 1:37  |
| 4.        | 「空白とカタルシス」(Instrumental)                |                        |           |                    | 3:12  |
| 5.        | 「運命の華」(Instrumental)                        |                        |           |                    | 3:15  |
| 合計時間: | 合計時間:                                         | 合計時間:              | 合計時間: | 合計時間:          | 14:34 |